# Ардезьо
Ардезьо (итал. Ardesio) — город в Италии, расположен в регионе Ломбардия, подчинён административному центру Бергамо (провинция).
Население составляет 4202 человека, плотность населения составляет 35 чел./км². Занимает площадь 111 км². Почтовый индекс — 24020. Телефонный код — 00346.
Покровителем города считается святой великомученик Георгий Победоносец. Праздник города ежегодно празднуется 23 апреля.